# Schlössle Ratzenhofen

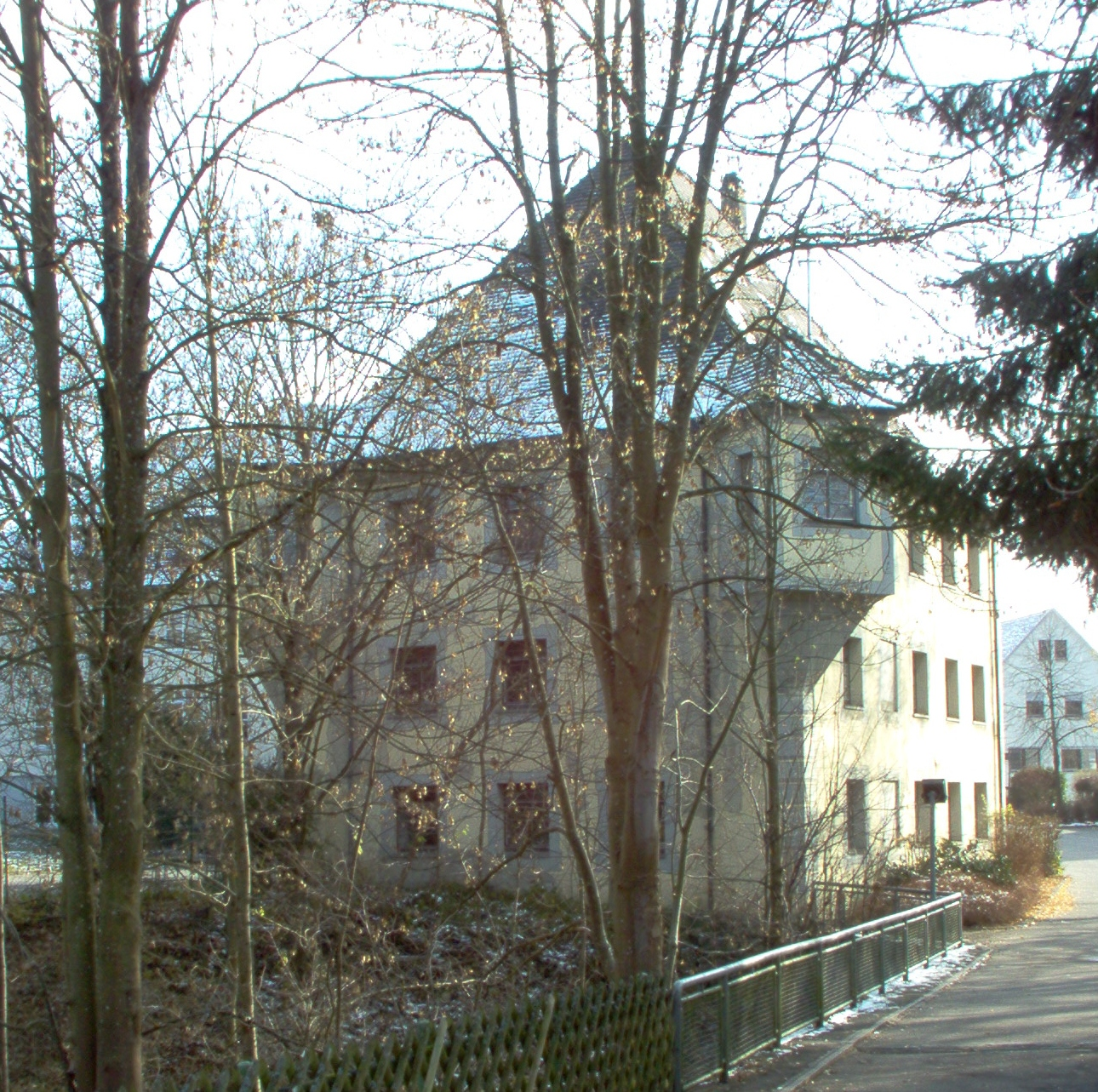
Das Schlössle Ratzenhofen 2007

Das Schlössle Ratzenhofen, auch Schlösschen Ratzenhofen oder kurz das Schlössle genannt, ist ein hohenzollerisches Schloss in Sigmaringendorf im Landkreis Sigmaringen, Baden-Württemberg (Deutschland).

## Lage
Das Schlösschen Ratzenhofen befindet sich im Ortszentrum, nahe Schule und Kirche an der Brücke über die Lauchert. Das Schlössle dürfte der Rest einer Siedlung links der Lauchert Nahe der Mündung in die Donau sein.

## Geschichte

Das Schlössle Ratzenhofen 1861

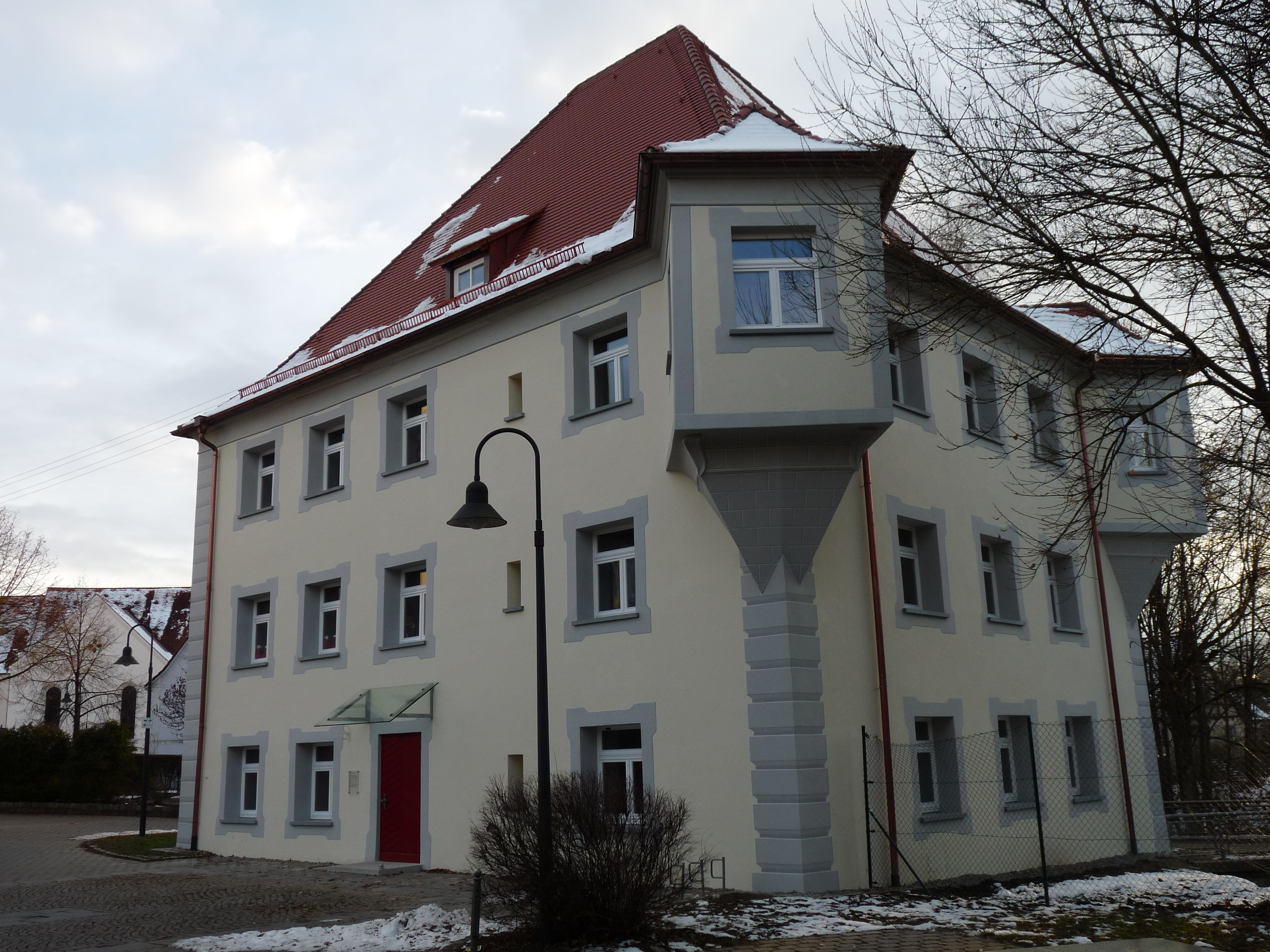
Das Schlössle nach der Renovierung 2008

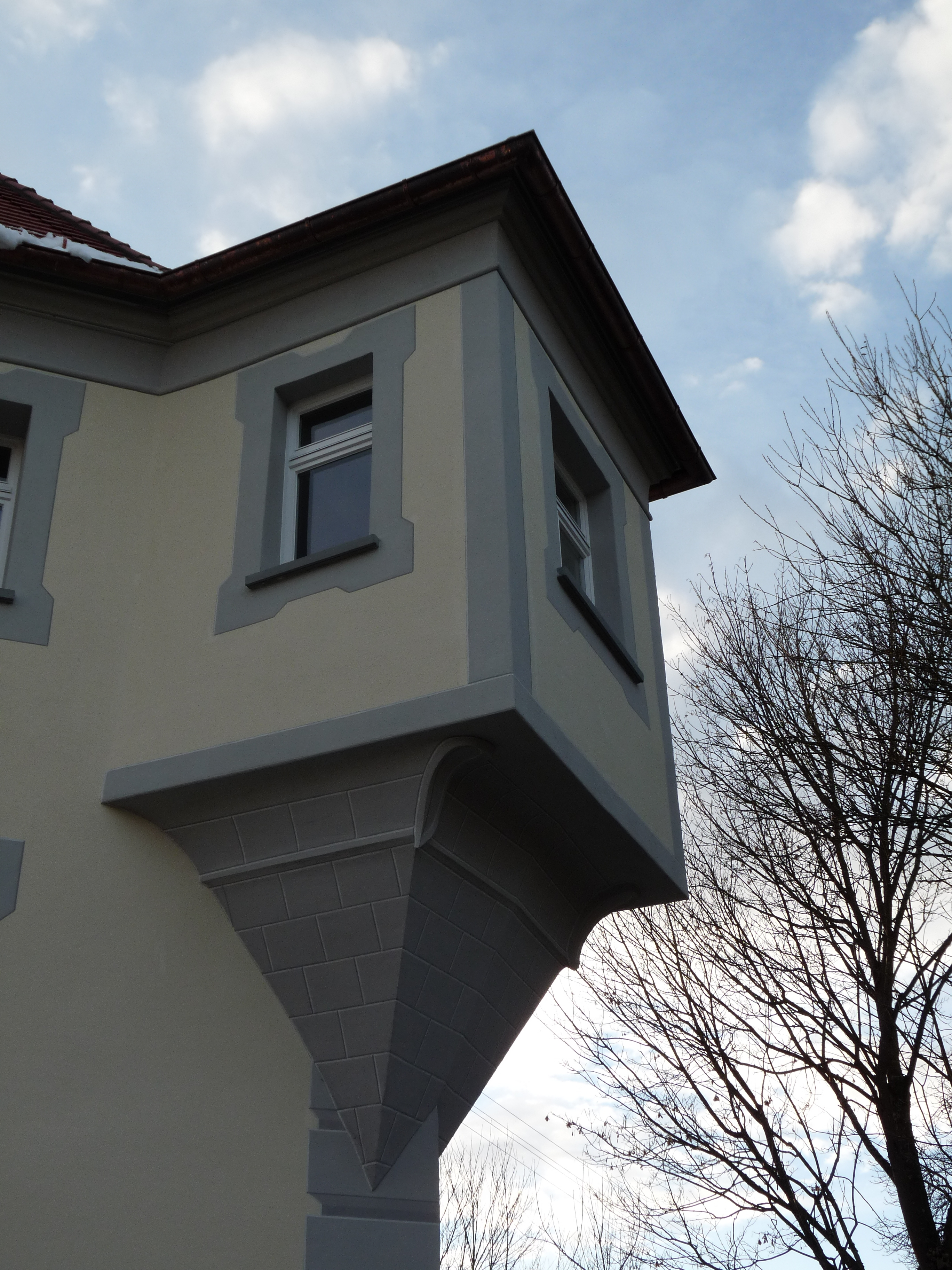
Erker am Schlössle

In der Chronik von Sigmaringendorf wird das Bauwerk im Jahr 1542 erstmals erwähnt, dürfte aber deutlich älter sein. Bereits 1171 wird ein Konrad de Ratzenhofen genannt, dessen Bezug zum Gebäude aber unklar ist.
Im Jahr 1542 verkaufte es Felix von Honburg zu Langenstein an den Obervogt von Jungnau Wolfgang Honburger. Da er für diesen Handel der Zustimmung seiner Frau Agatha, einer gebürtigen von Friedingen, bedurfte, war das Schlössle wohl eine Heiratsgabe und somit ursprünglich im Besitz der Herren von Friedingen, denen auch die Burg Hohenfriedingen gehörte. 1577 kaufte Leonhard Ratzenhofen das Gebäude und seit dieser Zeit behielt es diesen Beinamen.
Am 22. April 1589 gelangte das Schlössle erstmals in den Besitz des Fürstenhauses Hohenzollern-Sigmaringen, als es von Graf Karl II. gekauft wurde. Dessen Nachfolger Graf Johann richtete in dem Gebäude eine Münzpräge ein und ließ hier unter anderem Dreikreuzermünzen herstellen.
1633 wurde das Schlössle von schwedischen Truppen im Dreißigjährigen Krieg teilweise zerstört, jedoch schnell wieder aufgebaut und bereits vor 1660 wieder bewohnt, da in diesem Jahr bereits wieder Taufen darin abgehalten wurden. Das Schlösschen ging im Jahr 1727 per Kauf an Rentmeister Baptist Schmid und 1760 an den Erbprinzen Karl Friedrich von Hohenzollern-Sigmaringen (1724–1785), den späteren Fürsten von Hohenzollern-Sigmaringen.
Im Jahr 1903 erwarb schließlich die Gemeinde Sigmaringendorf das Schlössle und baute es in den kommenden vier Jahren für Schulzwecke um. Beherbergte der Bau zunächst noch Lehrerwohnungen und 1907 übergangsweise eine Gastwirtschaft, nachdem der Hirsch abgebrannt war, wurden schließlich Klassenzimmer darin eingerichtet, bis 2008 erhielten hier Schüler der Grund- und Hauptschule Sigmaringendorf Unterricht. Wechselweise beherbergte es unterschiedliche Gruppierungen vor allem während des Zweiten Weltkriegs. Nach Kriegsende wohnten aus ihren Häusern vertriebene Einwohner darin und auch noch Jahre später wurde das Gebäude zu Wohnzwecke genutzt. Nach der Schließung der Hauptschule in Sigmaringendorf wurden die Räume im Schlössle zur Nutzung an örtliche Vereine vergeben.
Nachdem die Mängelliste am Gebäude des Schlössles immer länger geworden war und der Putz überall wegbröckelte, beschloss der Gemeinderat 2008 das Schlössle einer gründlichen Außensanierung zu unterziehen. Die Arbeiten fanden in einvernehmlicher Abstimmung mit dem Landesdenkmalamt ab. Die Kosten lagen bei insgesamt 218.000 Euro. Für deren Finanzierung gab es auch Mittel aus dem Landessanierungsprogramm. Das Gebäude bekam eine neue Dachhaut und eine neue Dacheindeckung, Blecharbeiten waren ebenfalls fällig. Mehrere Wärmedämmungsmaßnahmen waren nötig, wie die mit moderner Technik isolierte Decke über dem zweiten Obergeschoss. Das ganze Haus ist jetzt mit einem dicken Vollwärmeschutz ummantelt und verputzt und die mehr als 50 Fenster durch Isolierglasfenster ersetzt. Passend zum Gebäudetypus wurde die Fassade in Absprache mit dem Landesdenkmalamt in rekonstruierter Renaissancefassung bemalt. Die Außenanlagen sind ebenfalls erneuert worden.

## Heutige Nutzung
Im November 2015 beschloss der Gemeinderat die Komplettsanierung und den Umbau des Gebäudes zu einem Haus für Kultur und Soziales. Dieser Umbau wurde in den Jahren 2016 und 2017 durchgeführt. Seither steht das Haus neben anderen örtlichen Vereinen vor allem dem Musikverein des Ortes als Proben- und Ausbildungsraum zur Verfügung. Die Kosten der Sanierung waren auf 700.000 Euro veranschlagt.

## Anlage
Ratzenhofen ist eine dreigeschossige Anlage mit nahezu quadratischer Grundfläche, steilem Walmdach und zwei Eckerkern. Umgeben ist das Schlössle nach drei Richtungen vom Schulgelände der Sigmaringendorfer Donau-Lauchert-Schule, zu deren Schulgebäuden es bis 2008 zählte. Im Westen fließt die Lauchert direkt am Gebäude vorbei. 
Im Innern befinden sich hauptsächlich Räume, die von der Schule als Klassenräume genutzt wurden. Im Dachgeschoss gab es außerdem bis zum Umbau 2016 ein Kostümlager der Waldbühne Sigmaringendorf und Lagerräume weiterer örtlicher Vereine.
Auf Höhe des Schlössle zweigt vom Lauf der Lauchert ein alter Mühlkanal ab, an dem ab 1662 eine zum Schlössle gehörende Pfannenschmiede betrieben wurde.